# 블라인드 마사지
블라인드 마사지(推拿, Blind Massage)는 중국, 프랑스에서 제작된 로예 감독의 2014년 드라마 영화이다. 친하오 등이 주연으로 출연하였다. 비페이위의 2008년 소설 추나(推拿)에 기반을 둔다.

## 출연

### 주연
- 친하오[1]
- 황헌
- 곽소동[1]
- 메이팅
- 장뢰[1]